# Lawtonka Acres
Lawtonka Acres est une census-designated place du comté de Comanche, dans l'État d'Oklahoma, aux États-Unis. En 2020, elle compte une population de 187 habitants.